# Szívek iskolája
A Szívek iskolája (Ninos ricos pobres padres) egy 2009 és 2010 között vetített a Telemundo által készített telenovella. Magyarországon a FEM3 csatorna kezdte el vetíteni 2010. április 12-én.

## Történet
|  | Alább a cselekmény részletei következnek! |

A történet Alejandráról (Carmen Villalobos) szól, aki édesanyjával együtt elutazik a nénikéjéhez (Aylin Mujica). Alejandra anyja kitoloncolás miatt kényszerül a költözésre, de lánya ragaszkodik hozzá, hogy együtt maradjanak, ezért vele együtt utazik. Megérkezésének elején a helyi „macsó”, Esteban felfigyel Alejandrára, és elhívja egy buliba. A helyi szokásokhoz híven drogot tettek a lány italába, és amikor már eszméletlen állapotban volt, többen is megerőszakolták. Alejandra életében sok a titok, ami nem derült még ki számára, például az apja kiléte, vagyis hogy nem halt meg, hanem az anyja barátja, valamint hogy ki erőszakolta meg őt. Képbe kerül az iskola kiváló tanulója is, David, aki szintén szemet vet Alejandrára. Innentől David és Esteban között versenyszellem uralkodik el, hisz egyikőjük győztesen fog kikerülni, már pedig azé lesz a lány szíve. Két probléma nehezíti meg a dolgot: Estebannak barátnője van, és Alejandra nem érez barátságnál többet David iránt.
|  | Itt a vége a cselekmény részletezésének! |

## Szereposztás
| Szerepnév                    | Színész(nő)            | Magyar Hang        |
| ---------------------------- | ---------------------- | ------------------ |
| Alejandra Paz                | Carmen Villalobos      | Bogdányi Titanilla |
| David Robledo                | Aldemar Correa         | Markovics Tamás    |
| Esteban Sanmiguel            | Juan Sebastián Caicedo | Stern Dániel       |
| Isabela Domínguez            | Margarita Muñoz        | Dögei Éva          |
| Lucía Ríos                   | Fabiola Campomanes     | Törtei Tünde       |
| Veronica Ríos                | Aylín Mújica           | Sági Tímea         |
| Roberto de la Torre          | Juan Pablo Shuk        | Láng Balázs        |
| Santiago de la Torre         | Carlos Arturo Buelvas  | Czető Roland       |
| Mónica Sanmiguel             | Géraldine Zivic        | Mezei Kitty        |
| Guillermo Sanmiguel          | Javier Delguidice      |                    |
| Cesar Alarcón                | Didier van der Hove    | Crespo Rodrigo     |
| Juan Alarcón                 | Juan David Agudelo     | Pálmai Szabolcs    |
| Eduardo Domínguez            | Conrado Osorio         |                    |
| Karina Suárez                | Johanna Bahamón        |                    |
| Thomas Donelly               | Álvaro Garcia          | Seder Gábor        |
| Bertha Robledo               | Millie Ruperto         | Kerekes Andrea     |
| Rafael Robledo               | Carlos Hurtado         | Kapácsy Miklós     |
| María Dolores «Lola» Robledo | Juliana Gómez          | Csondor Kata       |
| Aura Aguirre                 | Tatiana Renteria       |                    |
| Diego Aguirre                | Andrés Fierro          | Joó Gábor          |
| Anaís Obregón                | Mónica Pardo           | Vadász Bea         |
| Rocío Granados               | Alejandra Guzmán       |                    |
| Martha Granados              | Majida Issa            | Csampisz Ildikó    |
| Gabriel Granados             | Gabriel Valenzuela     | Moser Károly       |
| Manuel de la Rosa Cervantes  | Camilo Perdomo         |                    |
| Jorge Cervantes              | Marcelo Cezán          |                    |
| Vanessa Vergara              | Angela Vergara         |                    |
| Amelia Richards              | Maleja Restrepo        | Köves Dóra         |
| Juliana Pardo                | Margarita Vega         | Lamboni Anna       |
| Miguel Zabala                | Sebastian Eslava       | Szalay Csongor     |
| Dorotea Cortés               | Paula Barreto          | Madarász Éva       |
| Mauricio Huertas             | Alexander Rodríguez    | Varga Gábor        |
| Matías Quintana              | Javier Jattin          |                    |
| Laura Restrepo               | Mónica Chávez          |                    |
| Arturo Duarte                | Alexander Gil          | Szkárosi Márk      |
| Antonio                      |                        | Forgács Gábor      |